# Vélez
Vélez – miasto w Kolumbii, w departamencie Santander.